# بانوی خوشگذران
بانوی خوشگذران (انگلیسی: The Fast Lady) یک فیلم کمدی به کارگردانی «کن آناکین» است که در سال ۱۹۶۲ منتشر شد.

## بازیگران
- جولی کریستی
- ماریان استون
- اولی جانستون
- استنلی بکستر
- جیمز رابرتسن جاستیس
- لسلی فیلیپز
- کاتلین هریسون
- اسما کانون
- دیک امری
- ویکتور بروکز
- ترنس الکساندر
- تره‌ور رید
- فرانکی هوارد
- مایکل بالفور
- ترنس الکساندر